# Prąd Antylski

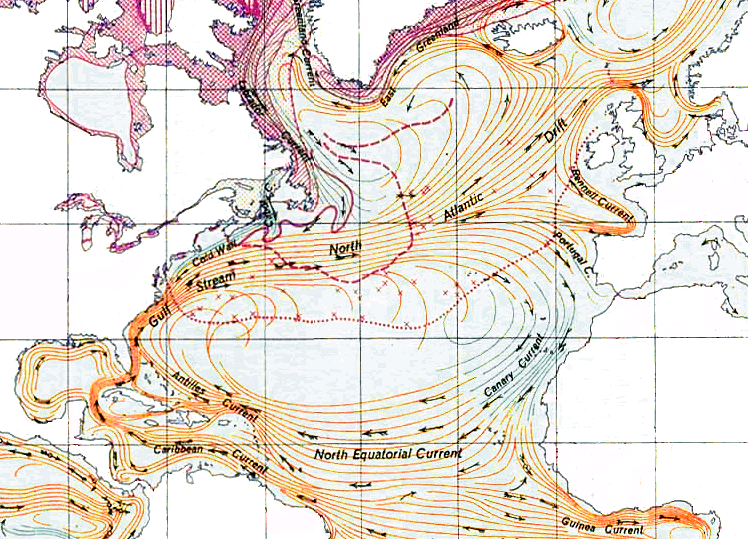
Cyrkulacja wód powierzchniowych północnego Atlantyku

Prąd Antylski – ciepły prąd morski w Oceanie Atlantyckim opływający północno-wschodnie wybrzeża archipelagu Antyli, północne przedłużenie Prądu Północnorównikowego.
Jest częścią zamkniętej cyrkulacji północnego Atlantyku, wywołanej głównie prądami Północnorównikowym i Południoworównikowym, a także rozpatrywanego w szerszym kontekście antycyklonalnego, podzwrotnikowego systemu cyrkulacji półkuli północnej. W rejonie Bahamów łączy się z Prądem Florydzkim, wypływającym z Zatoki Meksykańskiej, tworząc Prąd Zatokowy.
Masy wód prądu przemieszczają się z prędkością 1–2 km/h, w ilości zmiennej okresowo, od 2 do 12 mln m³/s. Latem temperatura wód przypowierzchniowych osiąga 28 °C, zimą 25 °C.